# تقاليد
التقليد هو اعتقاد أو سلوك (شعبي عادة) ينتقل ضمن مجموعة أو مجتمع وله معنى رمزي أو ذو أهمية خاصة وأصول تعود إلى الماضي. يعد أحد مكونات الفلكلور، وتشمل الأمثلة الشائعة على التقليد الأعياد أو الملابس غير العملية ولكن ذات الأهمية الاجتماعية (مثل الشعر المستعار الخاص بالمحامين أو المهماز الخاص بضباط الجيش)، ولكن طُبقت الفكرة أيضًا على المعايير الاجتماعية مثل التحية. يمكن أن تستمر التقاليد وتتطور لآلاف السنين، كلمة التقليد نفسها مستمدة من الكلمة اللاتينية تراديري ومعناها الحرفي أن تنقل أو تسلم أو تعطي من أجل الحفظ. في حين يُفترض عادةً أن التقاليد لها تاريخ قديم، فإن العديد من التقاليد اخترعت عن قصد، سواءً لهدف سياسي أم ثقافي، على مدى فترات زمنية قصيرة. تستخدم التخصصات الأكاديمية المتنوعة الكلمة أيضًا بعدة طرق.
عادةً ما تعني عبارة «وفقًا للتقليد» أو «حسب التقليد» أن المعلومات التالية تُعرف فقط بالتقليد الشفهي، ولكنها غير مدعومة (وربما تُدحض) من خلال وثائق مادية أو أداة مادية أو أدلة نوعية أخرى. يستخدم مصطلح التقليد للإشارة إلى نوعية جزء من المعلومات المناقشة. على سبيل المثال، «وفقًا للتقليد، وُلد هوميروس في خيوس، لكن العديد من الأماكن الأخرى ادعى سكانها تاريخيًا أنه ينتمي لهم». هذا التقليد قد لا يُثبت أبدًا أو يُدحض. في مثال آخر، «الملك آرثر، حسب التقليد ملك بريطاني حقيقي، الذي ألهم العديد من القصص المحبوبة جدًا». سواءً كانت حقائق موثوقة أم لا هذا لا يقلل من قيمتها التاريخية الثقافية والأدبية.
التقاليد هي موضوع للدراسة في العديد من المجالات الأكاديمية، وخاصة في العلوم الاجتماعية مثل دراسات الفولكلور والأنثروبولوجيا وعلم الآثار وعلم الأحياء.
مفهوم التقاليد، كمفهوم التمسك بفترة زمنية سابقة، موجود أيضًا في المقالات السياسية والفلسفية. على سبيل المثال، هو أساس المفهوم السياسي للتقليدية، وأيضًا تيارات العديد من الديانات العالمية بما فيها الكاثوليكية التقليدية. في السياقات الفنية، يستخدم مصطلح التقليد لتحديد العرض الصحيح لشكل فني. على سبيل المثال، في أداء الأنواع التقليدية (مثل الرقص التقليدي)، يُعطى الالتزام بالمبادئ التوجيهية التي تحدد كيفية تشكيل شكل فني أهمية أكبر من تفضيلات الفنان الخاصة. يمكن أن يؤدي عدد من العوامل إلى تفاقم فقدان التقاليد، بما في ذلك التحول الصناعي والعولمة واستيعاب أو تهميش مجموعات ثقافية محددة. استجابةً لهذا، بدأت الآن محاولات الحفاظ على التقاليد في العديد من البلدان في جميع أنحاء العالم، مع التركيز على جوانب مثل اللغات التقليدية. عادةً ما يتناقض التقليد مع هدف الحداثة وينبغي التمييز بينه وبين العادات والاتفاقيات والقوانين والمعايير والروتين والقواعد والمفاهيم المماثلة.

## تعريف
تأتي الكلمة الإنجليزية تقليد (تراديشن) من الكلمة اللاتينية تراديتسيو وعن طريق اللغة الفرنسية، الاسم من الفعل تراديري (أن تنقل أو تسلم أو تعطي من أجل الحفظ). استُخدمت الكلمة في الأصل في القانون الروماني للإشارة إلى مفهوم النقل القانوني والميراث. وفقًا لأنتوني غيدنز وأخرين، فقد تطور المعنى الحديث للتقاليد خلال فترة عصر التنوير، في معارضة للحداثة والتقدم.
مثل العديد من المصطلحات العامة الأخرى، هناك العديد من التعاريف لمصطلح التقليد. يتضمن المفهوم عددًا من الأفكار المترابطة، المفهوم الموحد هو أن التقليد يشير إلى المعتقدات أو الأشياء أو العادات التي كانت تُمارس أو يؤمن الناس بها في الماضي وقد نشأت فيه، وانتقلت عبر الزمن من خلال تدريسها من جيل إلى آخر، وتُمارس أو يُؤمن بها في الوقت الحاضر.
يمكن أن يشير مصطلح التقليد أيضًا إلى المعتقدات أو العادات التي تعود إلى عصور ما قبل التاريخ، ذات الأصول المفقودة أو الغامضة، والموجودة منذ زمن سحيق. في الأصل، كانت التقاليد تُنقل شفهيًا، دون الحاجة لنظام كتابة. تشمل الأدوات المساعدة في هذه العملية الأدوات الشعرية مثل القافية والسجع. يشار إلى القصص المحفوظة أيضًا على أنها تقليد، أو كجزء من التراث الشفهي. ولكن حتى هذه التقاليد، يفترض أنها نشأت («اختُرعت» من قبل البشر) في مرحلة ما. غالبًا ما يُفترض أن التقاليد قديمة وغير قابلة للتغيير وذات أهمية عميقة، مع أنها قد تكون في بعض الأحيان أقل «طبيعية» مما يفترض. من المفترض أنه من المطلوب على الأقل انتقال الممارسة أو المعتقد أو الشيء لمرتين على مدى ثلاثة أجيال لينظر لها كتقليدية. اختُرعت بعض التقاليد عمدًا لسبب أو لآخر، وغالبًا ما يكون السبب لتعزيز أهمية أو لتسليط الضوء على مؤسسة معينة. يمكن أيضًا تكييف التقاليد لتتناسب مع احتياجات الوقت الراهن، ويمكن أن تصبح التغييرات مقبولة كجزء من التقليد القديم. تتغير التقاليد ببطء، مع اعتبار التغييرات من جيل إلى آخر هامة. وبالتالي، فإن أولئك الذين يمارسون التقاليد لن يكونوا مدركين للتغيير، وحتى إذا خضع أحد التقاليد لتغييرات كبيرة على مدى أجيال عديدة، فسوف يُنظر إليه على أنه لم يتغير.
هناك العديد من الأصول والمجالات للتقليد، ويمكن أن تشير إلى:
1. أشكال التراث الفني لثقافة معينة.[14]
2. المعتقدات أو العادات التي تضعها وتحافظ عليها المجتمعات والحكومات، مثل النشيد الوطني والأعياد الوطنية، كمثال الأعياد الفيدرالية في الولايات المتحدة.
3. المعتقدات أو العادات التي تحافظ عليها الطوائف الدينية والهيئات الكنسية التي تشترك في التاريخ والعادات والثقافة، وإلى حد ما، في مجموعة من التعاليم. على سبيل المثال، يمكن للمرء أن يتحدث عن تقاليد الإسلام أو تقاليد المسيحية.[15][16]

العديد من الأشياء والمعتقدات والعادات يمكن أن تكون تقليدية. يمكن أن تكون طقوس التفاعل الاجتماعي تقليدية، مع عبارات وإيماءات مثل قول «شكرًا»، وإرسال إعلانات ولادة طفل، وبطاقات التهنئة، وإلى أخره. يمكن أن يشير التقليد أيضًا إلى المفاهيم الأكبر التي تمارسها المجموعات (التقاليد العائلية في عيد الميلاد)، أو المنظمات (نزهة الشركة) أو المجتمعات، مثل ممارسة الأعياد الوطنية والعامة. تتضمن بعض من أقدم التقاليد التوحيد (ثلاثة آلاف سنة) والمواطنة (ألفي سنة). يمكن أن تتضمن أيضًا أشياء مادية، مثل المباني أو الأعمال الفنية أو الأدوات.
غالبًا ما يستخدم التقليد كصفة، في سياقات مثل الموسيقى التقليدية والطب التقليدي والقيم التقليدية وغيرها. في مثل هذه التراكيب، يشير التقليد إلى قيم ومواد محددة خاصة بالسياق المناقش، والذي انتقل عبر الأجيال.

## اختراع التقليد
يشير مصطلح «اختراع التقليد»، الذي أدخله إريك هوبسباوم، إلى المواقف التي تُقدم فيها ممارسة أو شيء جديد بطريقة تنطوي على وجود علاقة بالماضي غير الموجودة بالضرورة. قد يُنشأ تقليد ويُنشر عمدًا من أجل المصلحة الذاتية الشخصية أو التجارية أو السياسية أو الوطنية، كما حدث في إفريقيا الاستعمارية، أو قد يُعتمد سريعًا استنادًا على حدث واحد يُروج له بشكل كبير، بدلاً من تطوره وانتشاره بصورة طبيعية بين السكان، كما في حالة فستان الزفاف الأبيض، والذي أصبح شائعًا فقط بعد أن ارتدت الملكة فيكتوريا ثوبًا أبيض في حفل زفافها على الأمير ألبرت من ساكس كوبرغ.